# كواسي كوارتنج
كواسي كوارتنج (مواليد 26 مايو 1975) هو سياسي بريطاني عضو في حزب المحافظين يشعل حالياً منصب وزير الدولة للأعمال والطاقة والاستراتيجية الصناعية.